# Sapekhburto K'lubi Chikhura Sachkhere 2016
Questa voce raccoglie le informazioni riguardanti il Sapekhburto K'lubi Chikhura Sachkhere nelle competizioni ufficiali della stagione 2016.

## Stagione
Nella stagione (transitoria) 2016 il Chikhura Sachkhere ha disputato la Umaglesi Liga, massima serie del campionato georgiano di calcio, terminando il torneo al primo posto nel gruppo bianco con 29 punti conquistati in 12 giornate, frutto di 9 vittorie, 2 pareggi e 1 sconfitta, venendo così ammesso allo spareggio per la vittoria del campionato. Nello spareggi è stato sconfitto nel doppio confronto dal Samt'redia. In Sakartvelos tasi è sceso in campo dal primo turno, raggiungendo le semifinali del torneo, dove è stato eliminato dal Merani Mart'vili. In UEFA Europa League è stato eliminato al primo turno preliminare dai moldavi dello Zimbru Chișinău.

## Rosa
| N. |                    | Ruolo | Calciatore              |
| -- | ------------------ | ----- | ----------------------- |
| 1  | Georgia (bandiera) | P     | Konstantine Sepiashvili |
| 3  | Georgia (bandiera) | D     | Tornike Grigalashvili   |
| 7  | Georgia (bandiera) | C     | Giorgi Ganugrava        |
| 8  | Georgia (bandiera) | C     | Saba Lobjanidze         |
| 9  | Georgia (bandiera) | A     | Giorgi Gabedava         |
| 10 | Georgia (bandiera) | A     | Mikhail Sardalishvili   |
| 11 | Georgia (bandiera) | A     | Tornike Mumladze        |
| 14 | Georgia (bandiera) | C     | Lasha Gvalia            |
| 15 | Georgia (bandiera) | C     | Giorgi Koripadze        |
| 18 | Georgia (bandiera) | A     | Dimit'ri T'at'anashvili |
| 19 | Georgia (bandiera) | D     | Levan Kakubava          |

| N. |                                 | Ruolo | Calciatore           |
| -- | ------------------------------- | ----- | -------------------- |
| 21 | Georgia (bandiera)              | A     | Giorgi Ivanishvili   |
| 22 | Georgia (bandiera)              | C     | Irakli Lekvtadze     |
| 24 | Georgia (bandiera)              | D     | Lasha Chikvaidze     |
| 27 | Georgia (bandiera)              | C     | Denis Dobrovolski    |
| 30 | Bosnia ed Erzegovina (bandiera) | P     | Dino Hamzić          |
| 37 | Georgia (bandiera)              | D     | Shota Kashia         |
| 39 | Georgia (bandiera)              | C     | Tornike Gorgiashvili |
| 77 | Georgia (bandiera)              | P     | Nika Kavtaradze      |
| 88 | Georgia (bandiera)              | D     | Giorgi Rekhviashvili |
| 92 | Georgia (bandiera)              | A     | Besik Dekanoidze     |

## Risultati

### UEFA Europa League

#### Primo turno preliminare
| Arbitro: | Jari Järvinen |

|  |           |                  |
|  | Marcatori | 40’ Tatanashvili |

| Arbitro: | Suren Baliyan |

|                              |           |                                    |
| Ivanishvili 13’ Kakubava 55’ | Marcatori | 45+3’, 90+3’ Emerson 61’ I. Jardan |

## Statistiche

### Statistiche di squadra
| Competizione             | Punti | In casa | In casa | In casa | In casa | In casa | In casa | In trasferta | In trasferta | In trasferta | In trasferta | In trasferta | In trasferta | Totale | Totale | Totale | Totale | Totale | Totale | DR  |
| Competizione             | Punti | G       | V       | N       | P       | Gf      | Gs      | G            | V            | N            | P            | Gf           | Gs           | G      | V      | N      | P      | Gf     | Gs     | DR  |
| ------------------------ | ----- | ------- | ------- | ------- | ------- | ------- | ------- | ------------ | ------------ | ------------ | ------------ | ------------ | ------------ | ------ | ------ | ------ | ------ | ------ | ------ | --- |
| Umaglesi Liga            | 29    | 6       | 3       | 2       | 1       | 11      | 7       | 6            | 6            | 0            | 0            | 16           | 4            | 12     | 9      | 2      | 1      | 27     | 11     | +16 |
| Umaglesi Liga (spareggi) | -     | 1       | 0       | 1       | 0       | 2       | 2       | 1            | 0            | 0            | 1            | 0            | 2            | 2      | 0      | 1      | 1      | 2      | 4      | -2  |
| Sakartvelos tasi         | -     | 1       | 0       | 1       | 0       | 0       | 0       | 2            | 1            | 0            | 1            | 3            | 4            | 3      | 1      | 1      | 1      | 3      | 4      | -1  |
| UEFA Europa League       | -     | 1       | 0       | 0       | 1       | 2       | 3       | 1            | 1            | 0            | 0            | 1            | 0            | 2      | 1      | 0      | 1      | 3      | 3      | 0   |
| Totale                   | -     | 9       | 3       | 4       | 2       | 15      | 12      | 10           | 8            | 0            | 2            | 20           | 10           | 19     | 11     | 4      | 4      | 35     | 22     | +13 |